# 杉本一文
杉本 一文（すぎもと いちぶん、男性、1947年（昭和22年）3月31日 － ）は日本のイラストレーター・銅版画家。福井県出身。

## 経歴
高校卒業後、浪人生活を経て専門学校「東京デザインカレッジ」に入学。卒業後同校のデザイン科で助手として勤務したが半年後グラフィックデザイン事務所に移り3年の勤務を経て、フリーのイラストレーターとして独立。主に、角川文庫の横溝正史作品シリーズの表紙を担当していたことで知られる。書籍を中心にイラストレーターとして活躍、50歳から銅版画家として活動を開始。海外でも高い評価を得る。作品の描写力は秀逸にして驚異的であり、特に光と影を操る画面構成に優れている。版画作品は現代のデューラー、レンブラントとも言われている。作風をカラヴァッジオにたとえる人も多い。

## 主な受賞歴
- 2001年、第4回グリビッツェ国際蔵書票コンペティション（ポーランド）審査員特別賞
- 2004年、台湾日本蔵書票交流文化展（台湾）優選賞
- 2005年、第4回国際小版画・蔵書票トリエンナーレ」（チェコ）フランツ・フォン・バイロス賞

## 作品
イラスト
- 金田一耕助シリーズ（角川書店）

画集
- 翼類伝説―杉本一文銅版画集 （岩崎電子出版、単行本 - 2002.11）
- 『装』画集〜横溝正史ほか、装画作品のすべて （書苑新社 - 2017.11、新装版 アトリエサード 2022）
- 杉本一文銅版画集 （書苑新社 - 2017.11）